# Tilson Brito
Tilson Manuel Brito Jiménez (nacido el 28 de mayo de 1972 en Santo Domingo) es un infielder dominicano que jugó en las Grandes Ligas de Béisbol para dos equipos Azulejos de Toronto y Atléticos de Oakland de 1996 a 1997. Desde 2006 hasta 2008, Brito jugó para los Uni-President 7-Eleven Lions en la Liga de Béisbol Profesional China de Taiwán.

## Estadísticas

### Grandes Ligas de Béisbol
| Año     | Equipo            | G  | AB  | H  | HR | RBI | SB | BB | SO | Avg  |
| ------- | ----------------- | -- | --- | -- | -- | --- | -- | -- | -- | ---- |
| 1996    | Toronto Blue Jays | 26 | 80  | 19 | 1  | 7   | 1  | 10 | 18 | .238 |
| 1997    | Toronto Blue Jays | 49 | 126 | 28 | 0  | 8   | 1  | 9  | 28 | .222 |
| 1997    | Oakland Athletics | 17 | 46  | 13 | 2  | 6   | 0  | 1  | 10 | .283 |
| Carrera | 2 temporadas      | 92 | 252 | 60 | 3  | 21  | 2  | 20 | 56 | .238 |

### Organización Coreana de Béisbol
| Año     | Equipo        | G   | H   | HR  | RBI | SB | BB  | SO  | Avg  |
| ------- | ------------- | --- | --- | --- | --- | -- | --- | --- | ---- |
| 2000    | SK Wyverns    | 103 | 137 | 15  | 70  | 3  | 31  | 55  | .338 |
| 2001    | SK Wyverns    | 122 | 135 | 22  | 80  | 7  | 57  | 53  | .320 |
| 2002    | Samsung Lions | 128 | 136 | 25  | 90  | 1  | 35  | 84  | .283 |
| 2003    | Samsung Lions | 102 | 97  | 20  | 58  | 2  | 31  | 58  | .255 |
| 2004    | SK Wyverns    | 102 | 96  | 13  | 50  | 0  | 34  | 57  | .261 |
| 2005    | Hanwha Eagles | 78  | 82  | 17  | 43  | 0  | 11  | 45  | .286 |
| Carrera | 6 temporadas  | 635 | 683 | 112 | 391 | 13 | 199 | 352 | .292 |

### Liga de Béisbol Profesional China
| Año     | Equipo              | G   | H   | HR | RBI | SB | BB  | SO | Avg  |
| ------- | ------------------- | --- | --- | -- | --- | -- | --- | -- | ---- |
| 2006    | Uni-President Lions | 28  | 29  | 9  | 25  | 0  | 15  | 16 | .282 |
| 2007    | Uni-President Lions | 99  | 125 | 33 | 107 | 1  | 54  | 44 | .313 |
| 2008    | Uni-President Lions | 96  | 119 | 24 | 102 | 0  | 52  | 39 | .330 |
| Carrera | 3 temporadas        | 223 | 273 | 66 | 234 | 1  | 121 | 99 | .316 |

Nota: las abreviaturas en las estadísticas están en inglés.